# 卡利克拉提斯
卡利克拉提斯（Kallikratēs），是古希腊前5世紀中期時的建筑师、雕刻家，于公元前460年至公元前451年供职于雅典。
他和伊克蒂諾斯（ Ἰκτῖνος）是帕德嫩神廟的建築師（普魯塔克）。他同時也被認定為是雅典衛城上膜拜尼刻（Nike）的雅典娜勝利女神神廟的建築師（IG I3 35）。但問題是後來在兩排柱式雅典娜勝利女神神廟的地基上發現更早但規模也較小的兩排柱式作品。有文獻說明卡利特瑞特也是雅典衛城的環城城牆的其中一個建築師（IG I3 45），而且普魯塔克進一步的指出他縮短了連結了雅典及其海港比雷埃夫斯的長城的工程。